# 이건성
이건성(李建成, 589년 ~ 626년)은 이연과 태목황후 두씨의 적장자(嫡長子)이다.

## 생애
618년 아버지 이연이 황제가 되자 황태자에 봉해졌다. 현무문의 변 때 이세민에 의해 이원길과 함께 살해됐다. 시호는 은(隱)이다. 이후 태종 이세민은 이건성을 식왕('쉴 식' 자 사용)으로 봉하고 이원길을 자왕('찌를 자' 자 사용)으로 봉하면서 그들을 부득이하게 죽이기는 했지만 형제로 인정하고, 그로부터 10년 후에는 이건성을 태자로 추서하고 그들의 장례를 치러주며 정식으로 매장했다. 이 때 옛 이건성파들의 장례 참석을 허용하기도 했다.

## 이건성이 등장한 작품
- 《연개소문》(SBS, 2006년~2007년, 배우:최정우)

## 가계
- 부 : 당 고조(唐 高祖)
- 모 : 태목황후 두씨(太穆皇后 竇氏)
  - 제 : 당 태종(唐 太宗, 598~649